# Oroszló
Oroszló é um município da Hungria, situado no condado de Baranya. Tem 6,12 km² de área e sua população em 2019 foi estimada em 274 habitantes.